# 圣洛朗拉拜
圣洛朗拉拜（法語：Saint-Laurent-l'Abbaye，法語發音：[sɛ̃ loʁɑ̃ labei]）是法国涅夫勒省的一个市镇，属于卢瓦尔河畔科讷库尔区。

## 地理
圣洛朗拉拜（47°20'33"N, 2°59'29"E）面积1.41 平方千米，位于法国勃艮第-弗朗什-孔泰大區涅夫勒省，该省份为法国中部省份，北至约讷省，西北接卢瓦雷省，西接谢尔省，南至阿列省，东南接索恩-卢瓦尔省，东临科多尔省。
与圣洛朗拉拜接壤的市镇（或旧市镇、城区）包括：诺安河畔圣马丹、圣昂德兰、诺安河畔圣康坦。

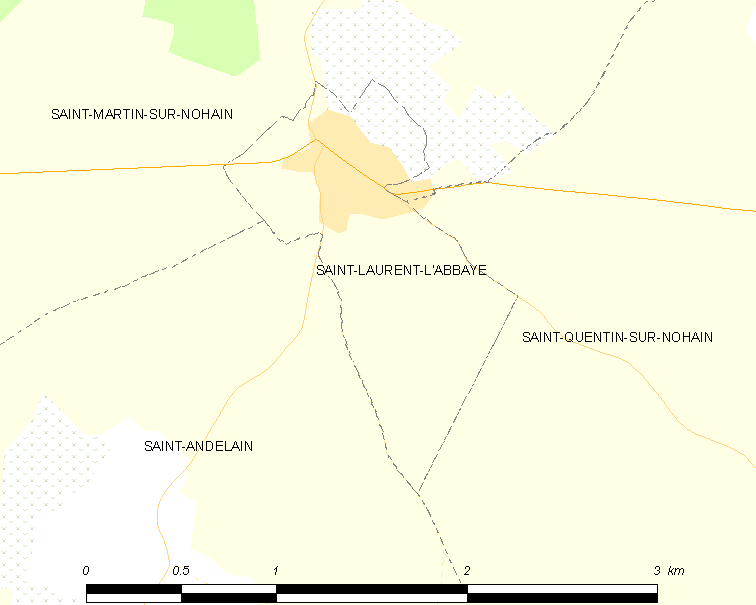
圣洛朗拉拜的OSM定位图

圣洛朗拉拜的时区为UTC+01:00、UTC+02:00（夏令时）。

## 行政
圣洛朗拉拜的邮政编码为58150，INSEE市镇编码为58248。

## 政治
圣洛朗拉拜所属的省级选区为卢瓦尔河畔普伊县。

## 人口

1962-2008年间圣洛朗拉拜人口变化图示

圣洛朗拉拜于2022年1月1日时的人口数量为216人。